# Yttersjöholm
Yttersjöholm är en by i Långaryds distrikt (Långaryds socken) i västra Småland som sedan 1974 tillhör Hylte kommun och Hallands län. Byn ligger vid länsväg N 881, nära korsningen med länsväg N 882. Nordöst om byn ligger sjön Yttern, vars utlopp rinner genom byn.
Yttersjöholm förlänades som säteri av Johan III till Peder Stolpe 1583. Säteriet kom dock inte till stånd då utan först 1599, då Yttersjöholm med gårdarna Eseryd och Hokhult förlänades till Erik Stolpe den yngre. Yttersjöholm har sedan tillhört ättern Ulfsparre, Wrangel, von Holstein, Lillestjälk och Lagercrantz. 1840-1880 ägdes Yttersjöholm av grosshandlaren Johannes Andersson. 1888 styckades säteriet upp i ett flertal gårdar och är numera försvunnet.